# متحف المتروبوليتان للفنون

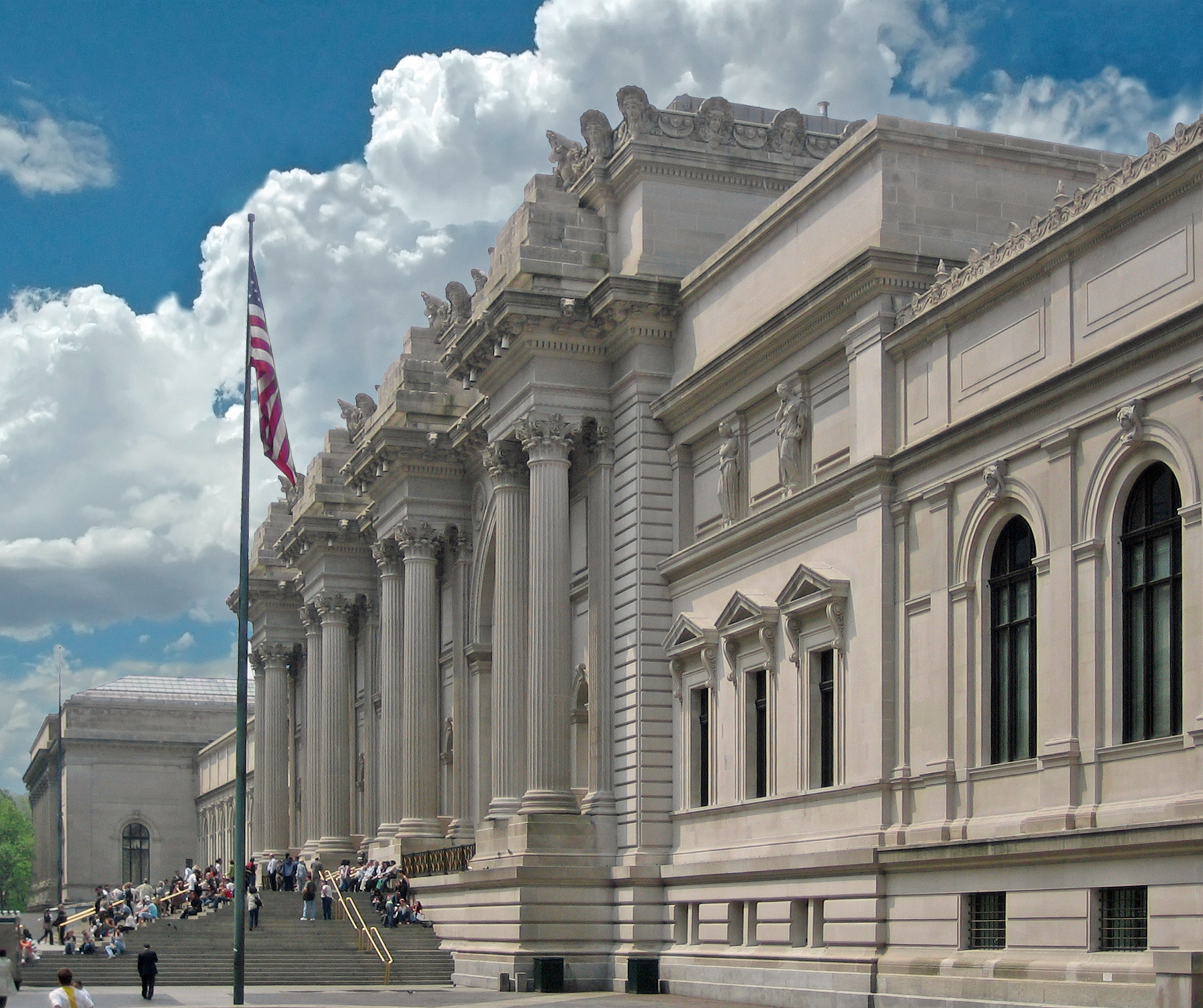
متحف المتروبوليتان للفنون

متحف المتروبوليتان للفنون (بالإنجليزية: Metropolitan Museum of Art) هو متحف فنون يقع بجانب سنترال بارك في نيويورك. أسس عام 1870 ويعتبر من أشهر وأضخم متاحف العالم، يحتوي على أثار من جميع الحضارات البشرية.

## التأسيس

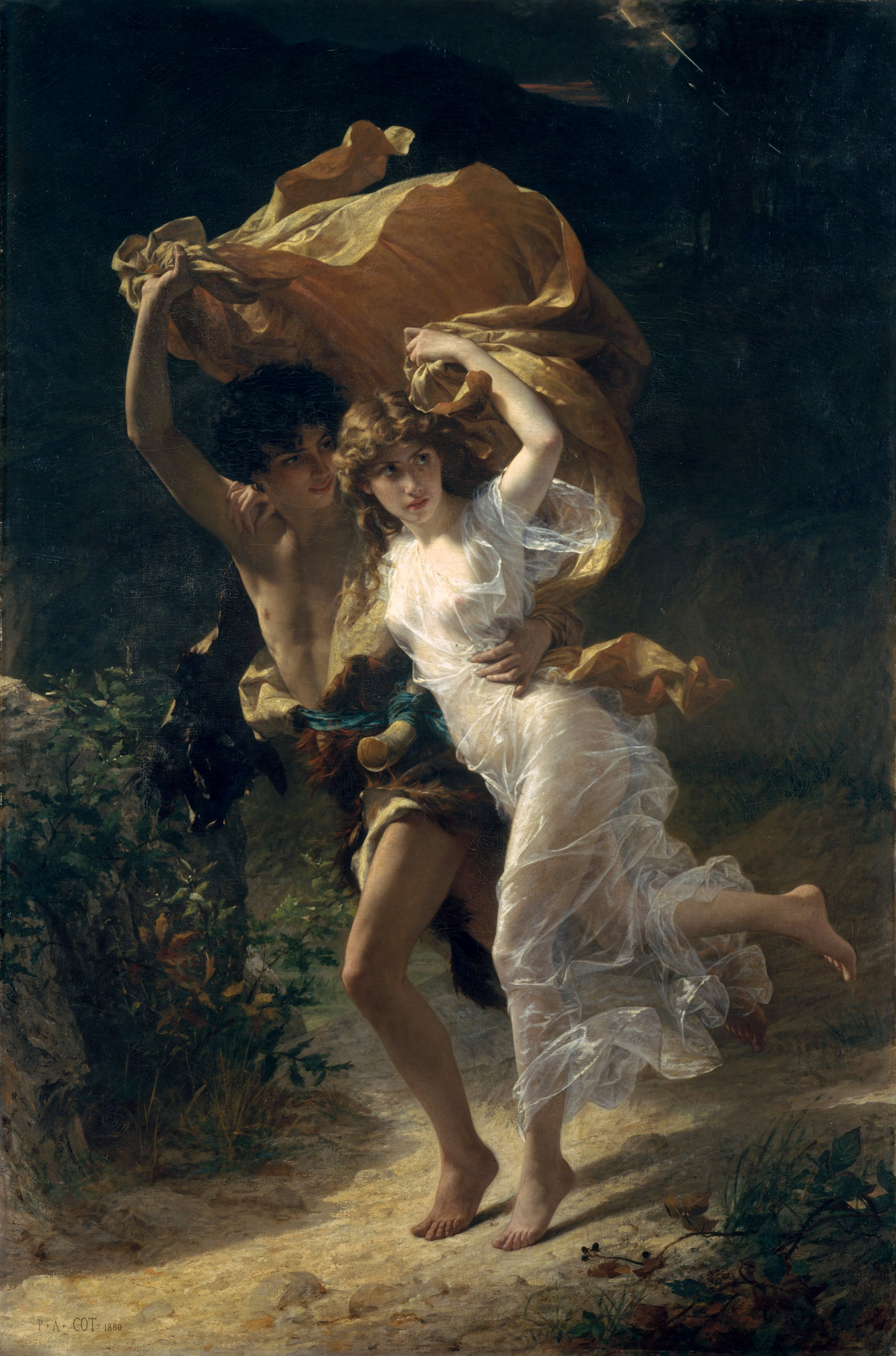
العاصفة بريشة الفنان الفرنسي بيير أوغست كوت ، اكتملت في عام 1880. معروضة حاليًا في متحف متروبوليتان للفنون في نيويورك ،

في عام 1866 التقت مجموعة من الأمريكيين للاحتفال في العيد الوطني الأمريكي الرابع من يوليو في مطعم «بوا دي بولون» بباريس وكان من بين المجموعة جان جي حفيد واحد من القانونيين المعروفين في أمريكا الفتية آنذاك. واقترح على المجموعة قائلا «حان الوقت الآن لإنشاء معهد وجاليري للفن في نيويورك «وقد استقبل الاقتراح بحماس», وبعد مرور سنة على ذلك اللقاء قاد جان جي الذي كان يرأس نادي النقابة في نيويورك حملة بين قادة المجتمع المدني وتجار الفن وأصحاب الجمعيات الخيرية من أجل إنشاء أول متحف أمريكي يضاهي متاحف أوروبا، وفي نهايات سبعينات القرن التاسع عشر ولد متحف المتروبوليتان للفن الذي انتقل في عدة مواقع حتى استقر به الحال في موقعه الحالي على الجادة الخامسة شمال مانهاتن ليحاذي حديقة نيويورك الكبيرة السنترال بارك.

## عن المتحف

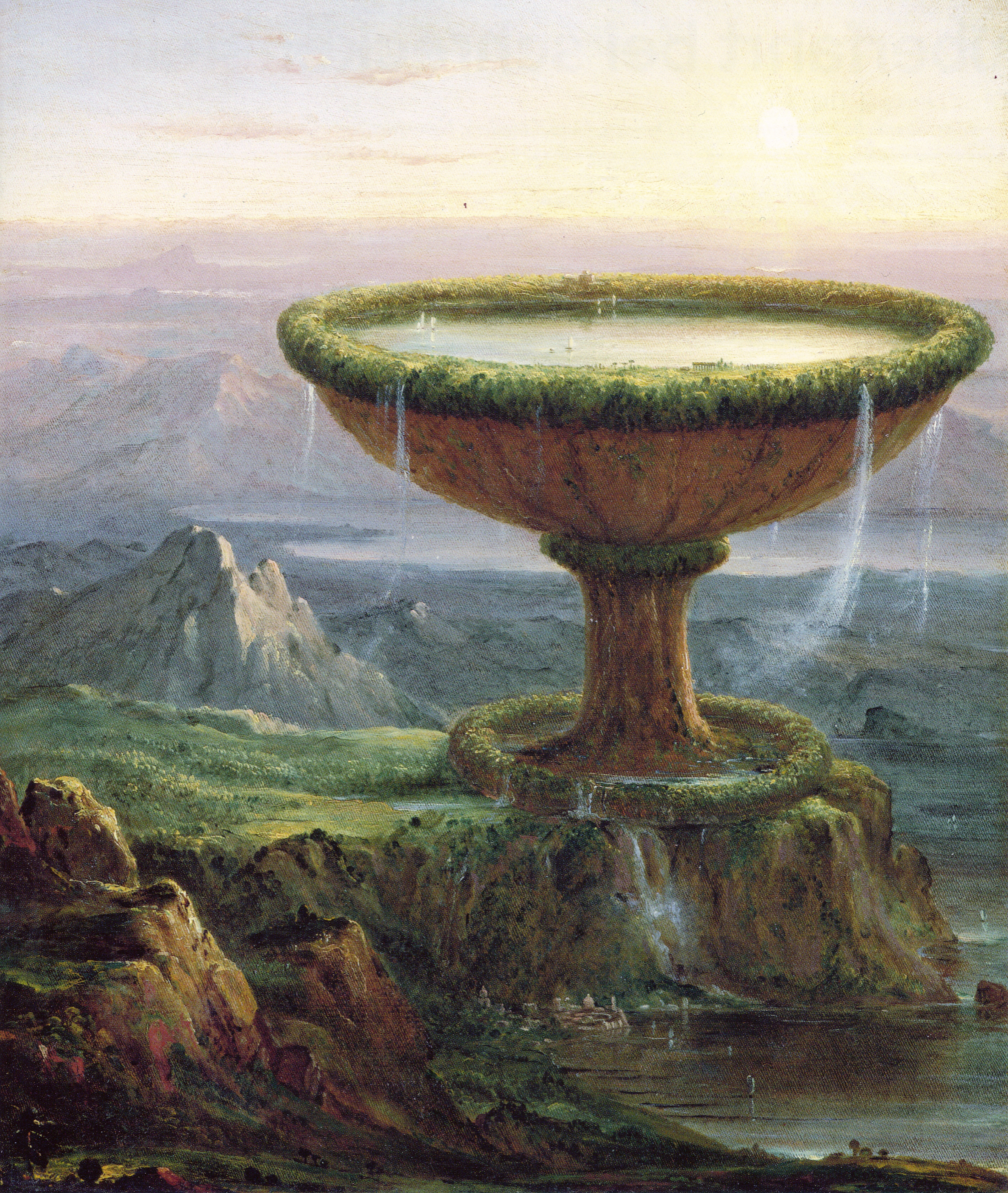
الكَأْسُ الكَبير بريشة توماس كول عام 1833 ، متحف متروبوليتان للفنون، نيويورك.

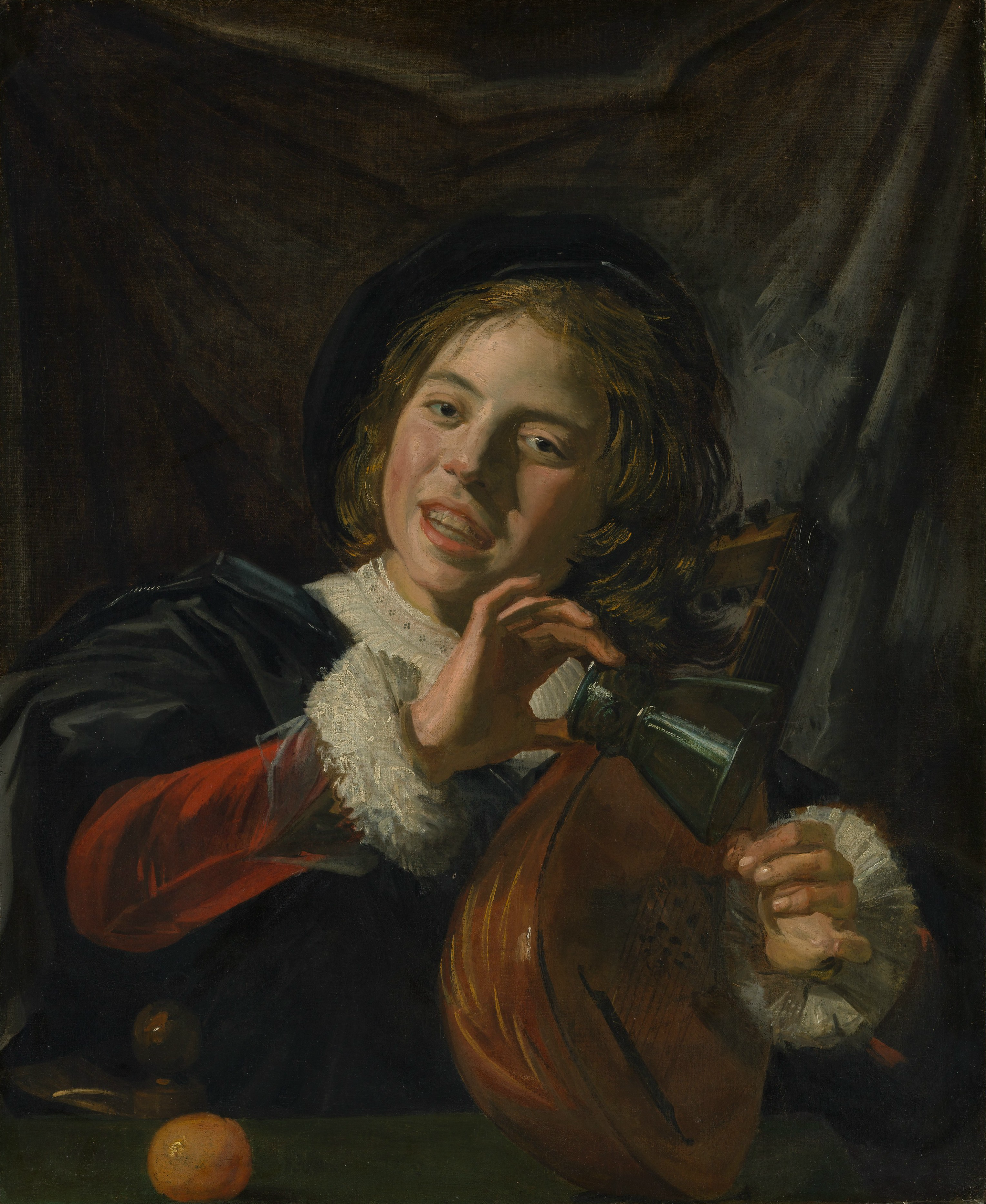
اختبار الأظافر بريشة فرانس هالز عام 1626. متحف المتروبوليتان للفنون، مدينة نيويورك.

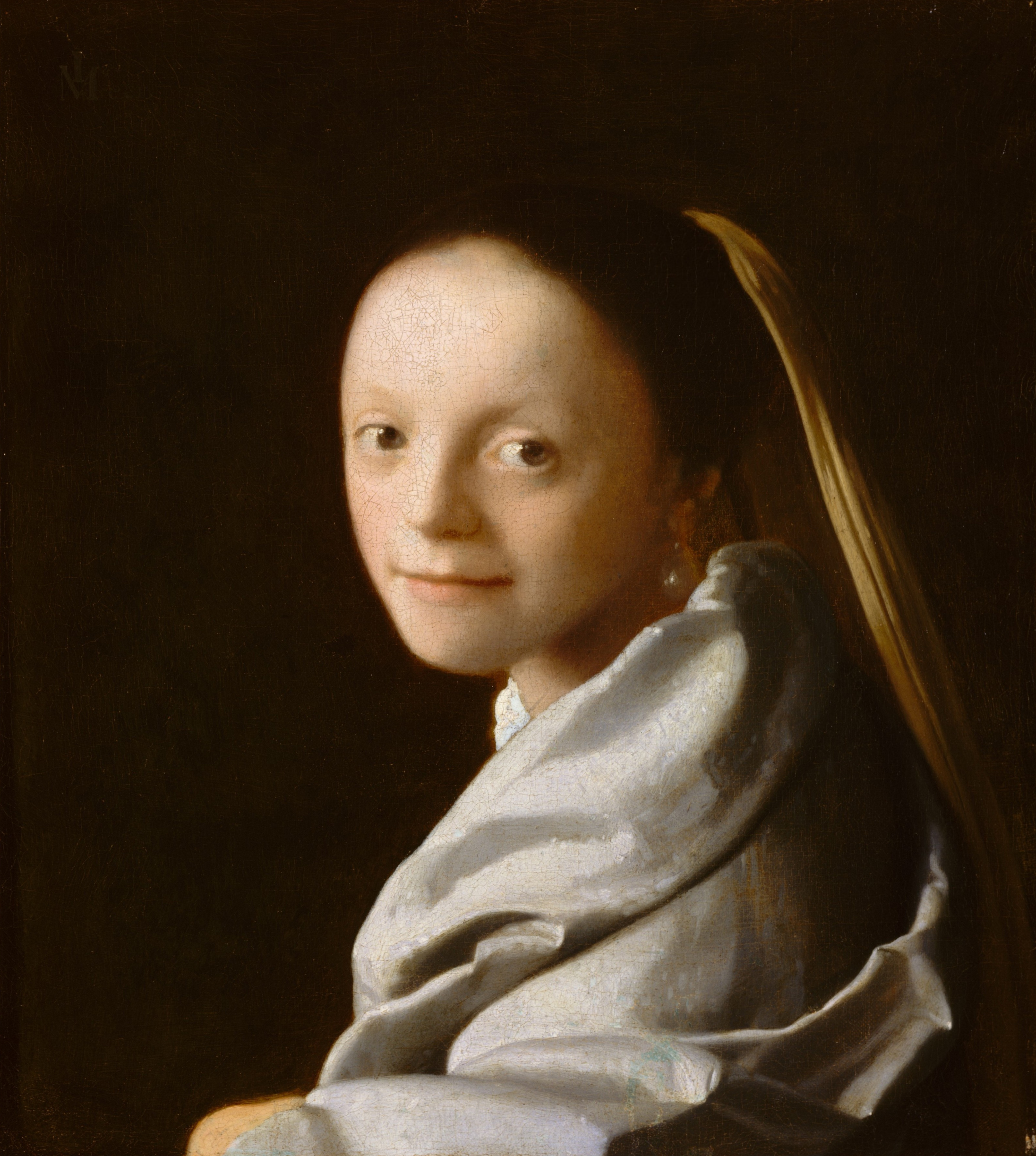
الفَتاة ذات الحِجَابُ بريشة يوهانس فيرمير ، اكتملت بين عامي 1665 و1667 ، رُسمت اللوحة في نفس الوقت الذي رسمت فيه لوحة «الفتاة ذات القرط اللؤلؤي»، ولها حجم متطابق تقريبًا. وبسبب هذا، وقربها من النغمة والتكوين، فإنها تعتبر أحيانًا (نظيرة) للفتاة ذات القرط اللؤلؤي. متحف متروبوليتان الفن، نيويورك.

المتحف بطراز معماره القوطى أخذ بالاتساع شيئا فشيئا حتى أصبح واحدا من أكبر متاحف الفن في العالم وقد وصفه فيليب دي مونتيبيلو مدير المتحف الحالي بدائرة معارف نيويورك ويذهب بعيدا قائلا إنه «دائرة معارف الفن في العالم» ومن الممكن أن تشاهد فيه ما يعكس ثقافات شعوب عدة بدءا من الفن الآشوري والمصري ومرورا بفن فلورنسا وحتى ما يعكس ثقافة غينيا بيساو الجديدة وهضبة التبت الصينية.
ويعتبر متحف المتروبوليتان للفن أكبر متاحف الولايات المتحدة وهو الأكبر في مدينة نيويورك وهو من المتاحف الكبيرة في العالم.
تبلغ مساحة المتحف أكثر من مليوني قدم مربع ويضم أكثر من 3ملايين قطعة: من الفن الحديث والقديم من مختلف دول العالم ويضاف إلى ذلك أن هذا الصرح يضم أيضا قطعا من الآلات الموسيقية والعسكرية المتنوعة تعود إلى فترات زمنية من تاريخ البشرية متنوعة. وفي البداية اقتصر المتحف على الفن الأوربي وقليلا من الفن الأمريكي ولكن مع مرور الزمن اتسع المتحف ليضم مجموعات كبيرة من القطع الفنية والتحف إضافة إلى جناح خاص بفن التزيين والتصميم الأمريكي ويحتوي هذا الجناح على 12 آلف قطعة من نماذج الأثاث والتصاميم الأمريكية. وقد انتهى المعماري ريتشارد موريس هونت خريج مدرسة الفنون الجميلة في باريس من تصميم وإنجاز المتحف بطرازه القوطي عام 1926 ومع ذلك بقيت الإضافات مستمرة حتى أخذ شكله النهائي في العام الماضي.
ولا يمكن الزائر لنيويورك تجاهل متحف المتروبوليتان نظرا لموقعه وطرازه المعماري الذي يختلف كليا عن المعمار الحديث الذي ميز مدينة نيويورك حيث البنايات العالية ذات الواجهات الزجاجية. فالمتحف لا يغري عشاق الفن فحسب وإنما يغري محبي التصاميم وديكورات القصور الكبيرة وتصاميم الأزياء. والمتحف في نظامه وطريقة عرضه للأعمال الفنية يتجاوز الشكل التقليدي أو الكلاسيكي الذي ميز متاحف أوروبا خصوصا متحف اللوفر بباريس أو البرادو في مدريد.
فهو لم يقتصر على الأعمال الفنية وإنما تجاوز ذلك ليشمل عرض آلات موسيقية وعسكرية وأثاث قديم إضافة إلى جناح خاص بتطور الأزياء حتى العصر الحديث. وما يلفت للنظر ضمه مجموعة من أزياء مغنيي ومغنيات الأوبرا والبعض منها لمصممي أزياء معروفين على رأسهم الإيطالي الراحل فرساشي. وإذا تميز متحف المتروبوليتان بحيازته على مجموعة كبيرة من الفن المصري والآشوري القديم غير أنه يتفاخر بأكبر مجموعة لديه من الفن الإسلامي.

## رصيد

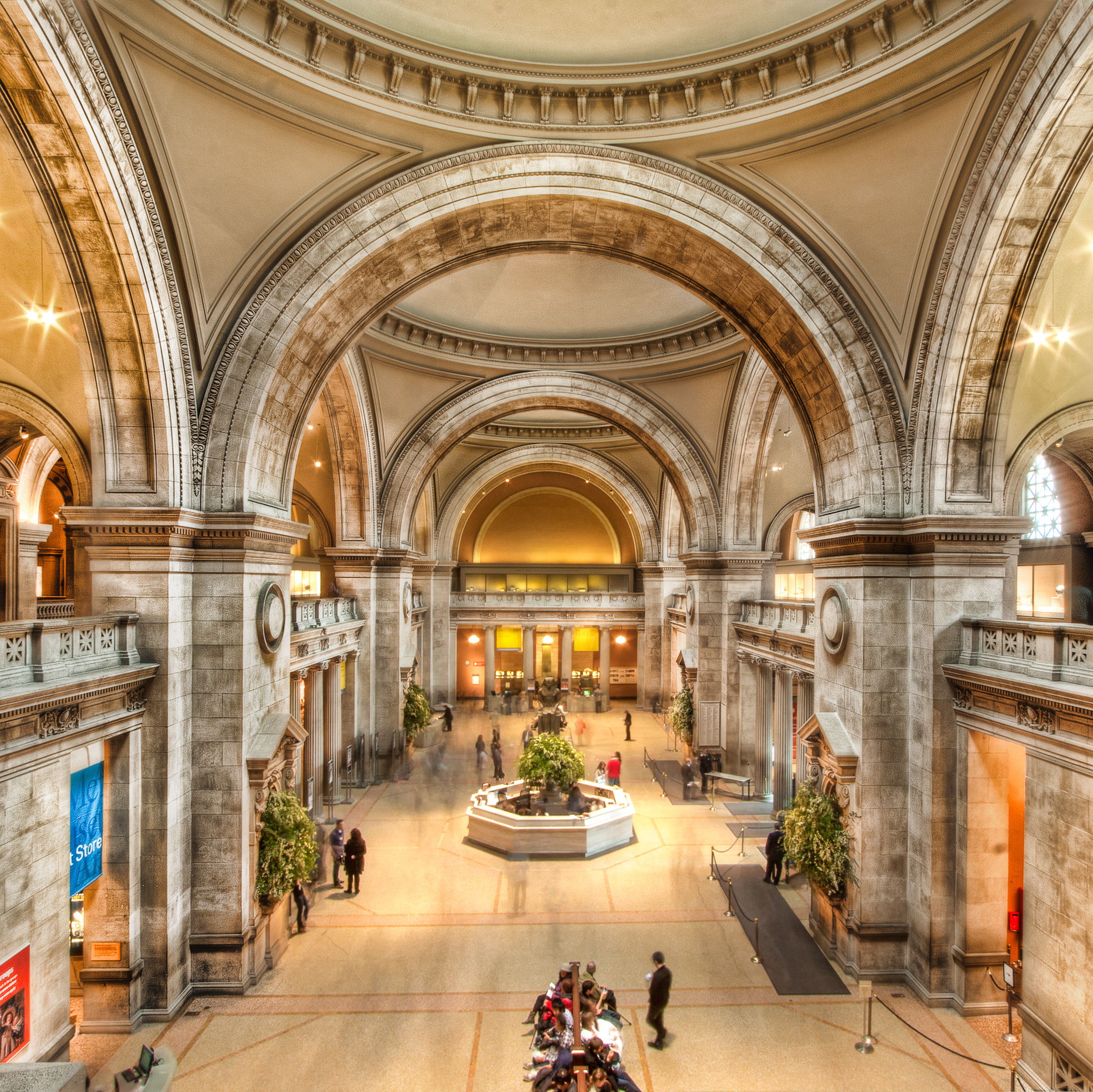
القاعة الكبيرة

ينقسم الرصيد الدائم إلى 17 قسما مخصصا وكل قسم له جماعة متخصصة من خبراء والباحثين لعنايته، وهناك بالإضالة لذلك 6 أقسام مخصصة للصيانة وقسم للبحث العلمي.

### أرصدة حسب المنطقة

#### فنون الشرق الأدنى العريق
وهناك جناح خاص بفن الشرق الأدنى القديم ويضم أعمالا من فترة الألفية السادسة قبل الميلاد وهي من وادي الرافدين وسورية والأناضول ولعل ما يميز هذا الجناح هي الأعمال التي تعود إلى الفترة الآشورية ومن بينها جداريات وتماثيل للثور الأشوري المجنح الشهير.

#### فنون إفريقيا وأقيانوسيا والأميركتين
ثم يأتي جناح كبير من أهم أجنحة المتحف وهو جناح الفن البدائي ويضم أعمالا من أفريقيا ومن سكان الأميركيتين الأصليين الهنود ويحتوي على تماثيل وقطع فنية ذات مواصفات عالية من بنين نجيريا ومن شرق وجنوب أفريقيا.

#### فنون آسيا
ويلي هذا الجناح قاعة كبيرة خاصة بالفن الآسيوي القديم تزينها أعمالا وقطع فنية وتماثيل من جنوب شرق آسيا ومن الصين واليابان وكوريا الجنوبية، وكلها تنتمي إلى مرحلة ما قبل الميلاد. ومن ثم يأتي الجناح الخاص بالأزياء الذي يعكس تطور الأزياء في العالم.

#### الفن المصري
وبعد هذه الرحلة تفاجأ بالجناح الخاص بالفن المصري القديم والذي يضم أعمالا من المرحلة الأولى للمملكة الجديدة في مصر القديمة ولا يقتصر الجناح على أعمال السيراميك والقطع الطينية بل يضم مجموعة من التماثيل والبورتريهات لملوك المملكة الجديدة في مصر القديمة.

#### لوحات أوروبا

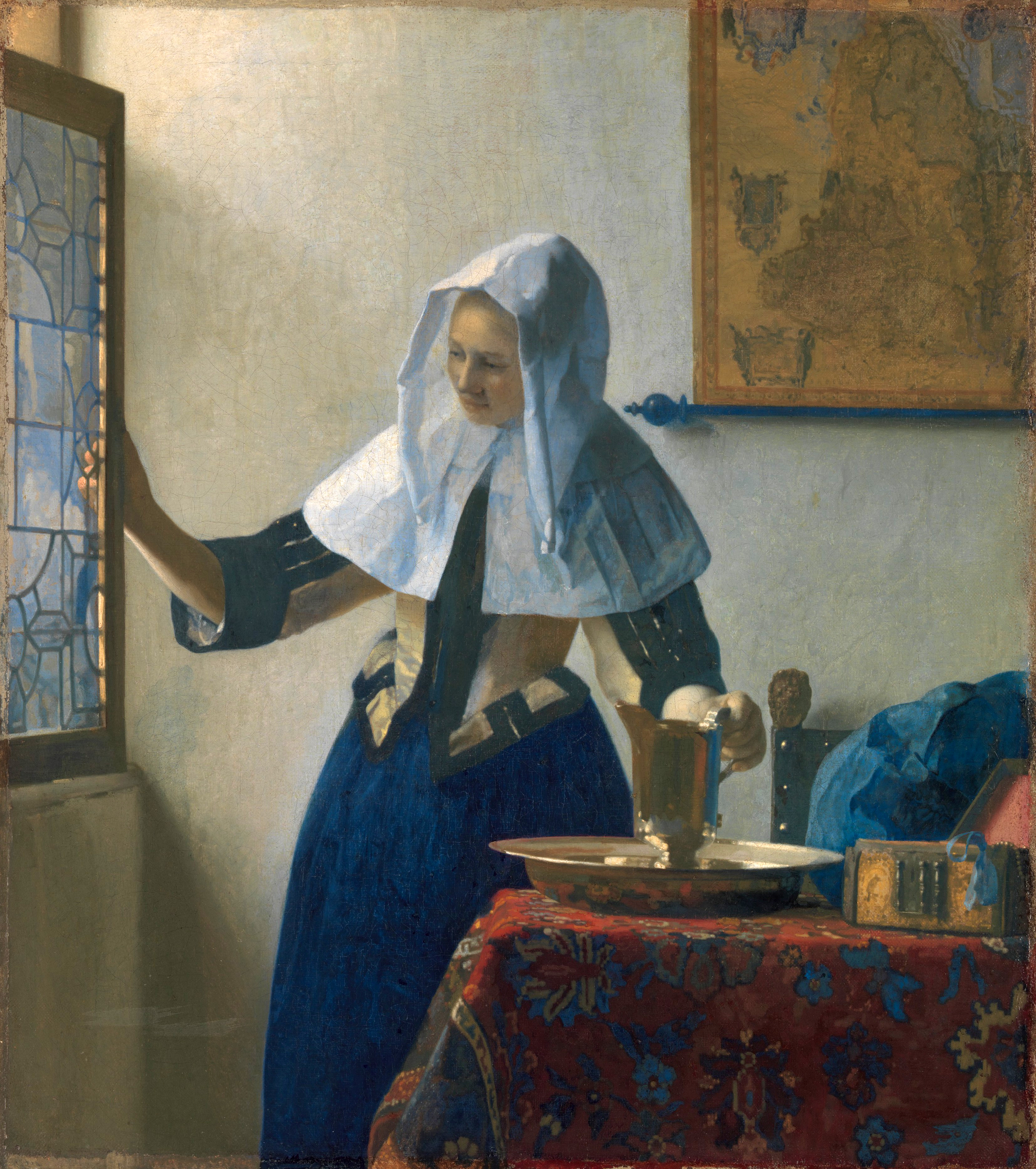
إمراة شابة مع ماء إحدى لوحات الفنان يوهانس فيرمير

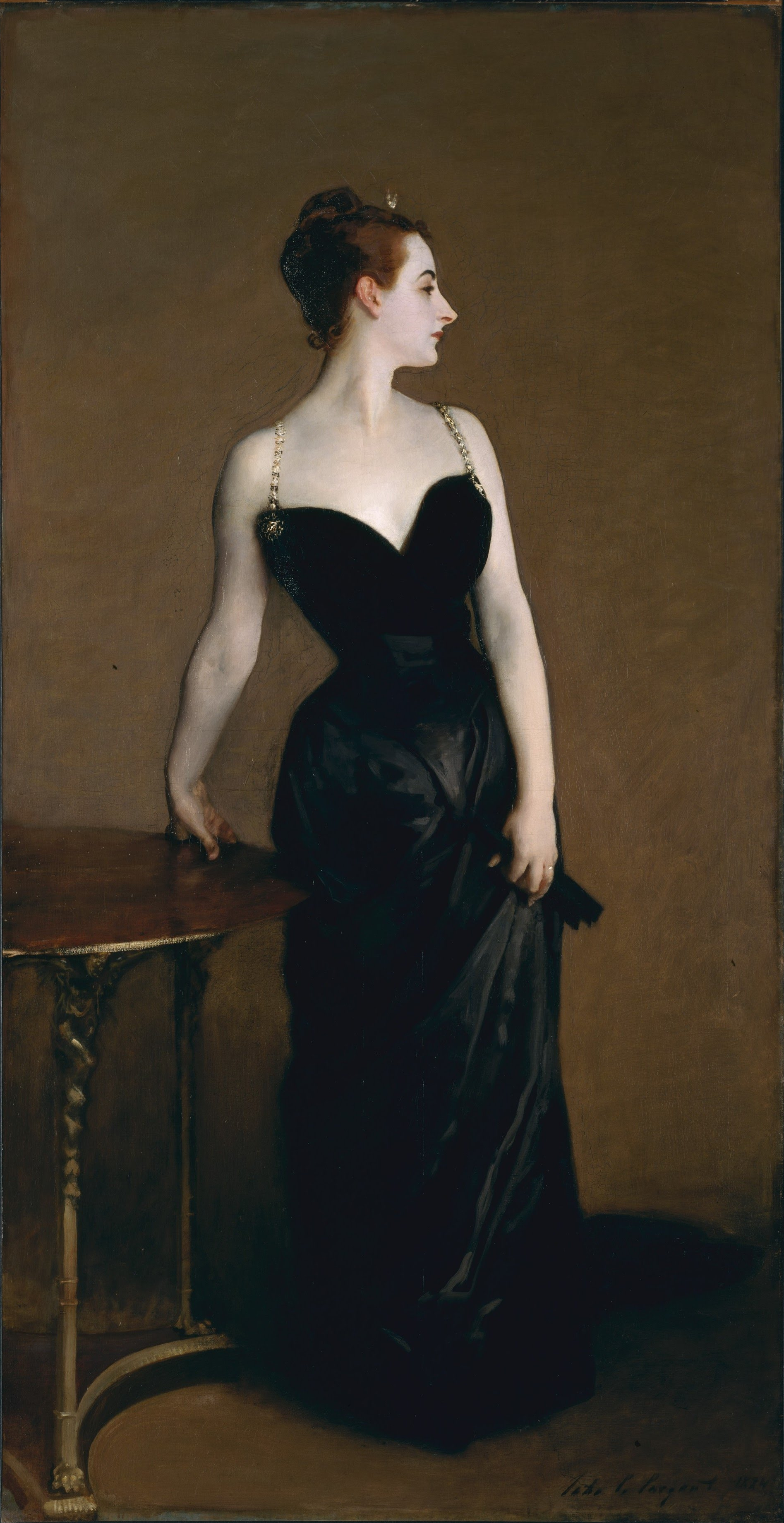
المدام أكس لوحة بورتريه بريشة الرسام جون سينغر سارغنت 1884. من مقتنيات متحف المتروبوليتان للفنون

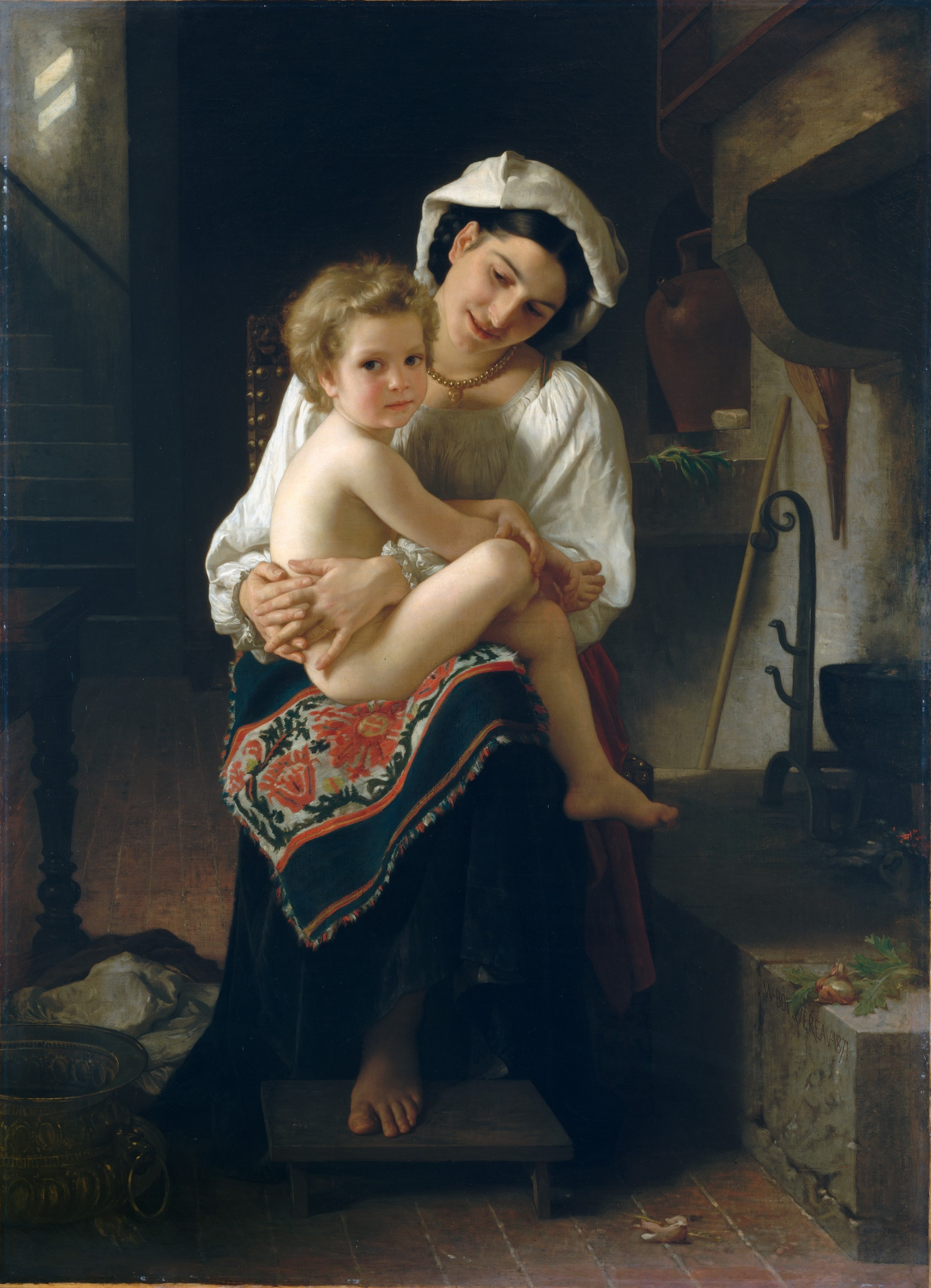
أم شابة تحدق في طفلها بريشة ويليام بوغيرو 1871. متحف المتروبوليتان للفنون. نيويورك.

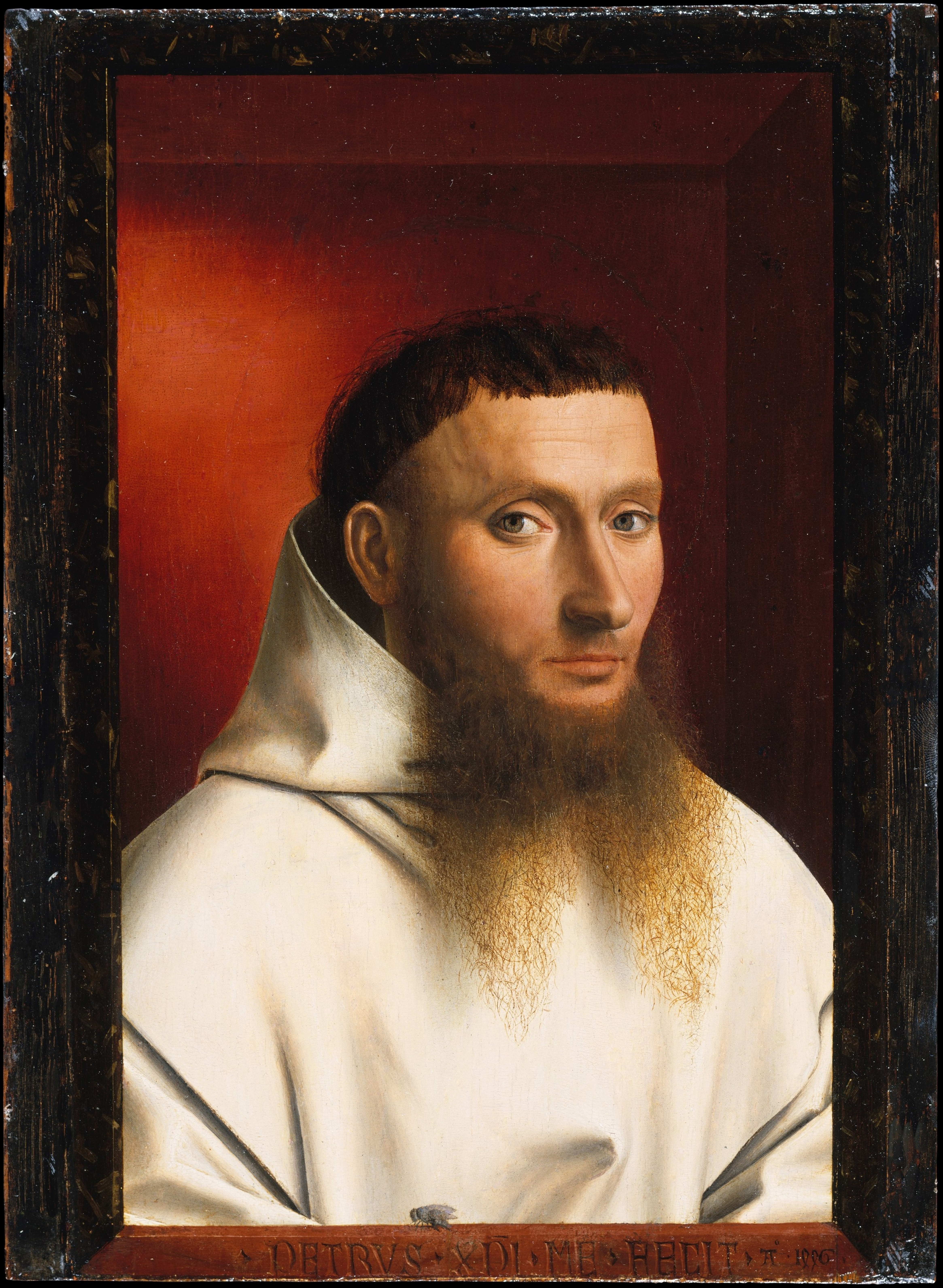
بورتَريه رَاهِب كارثوسِي، لَوحة زَيتية عَلى لَوح مِن خَشب البَلوط بريشة الرَسام الهُولندي المُبكر، «بيتروس كريستوس» عام 1446. العَمل جُزء من مَجموعة جول باش المَوجودة فِي مُتحف مِتروبوليتان للفُنون في مَدينة نِيويورك.

وإذا واصلت السير بعد التجوال في الجناح المصري ستجد نفسك أمام قاعة خاصة بالتخطيط والرسم الأوروبي وهي تضم أعمالا لفناني أوروبا الكلاسيكيين بدءا من عصر النهضة حتى فناني المدرسة الانطباعية بالفن.
وقد توزعت الأعمال الفنية هذه على دول أوروبية عديدة منها إيطاليا وفرنسا وإسبانيا وبريطانيا وهولندا والدنمارك ويقدم الجناح صورة متماسكة عن تطور فن الرسم في أوروبا ولا يخلو المعرض من أعمال فنانين مشهورين مثل رامبرانت وجويا وروبنز وسيزان ولوتريك وفان كوخ. غيرهم من فناني أوروبا المشهورين وبعد هذه الصالة يأتي الجناح الخاص بفن النحت والديكور الأوروبيين ويحتوي على أعمال نحتية بدءا من العصر المتوسط حتى بدايات القرن العشرين ومن بين هذه المجموعات لدى المتحف مجموعة خاصة بالفنان الفرنسي رودان.

#### الجناح الأميركي
وقد توزعت أجنحة المتحف على قاعات خاصة كبيرة منها جناح خاص بالثقافة والفن الأميركيين بدءا من القرن السابع عشر وحتى بدايات القرن العشرين.

#### فنون إسلامية

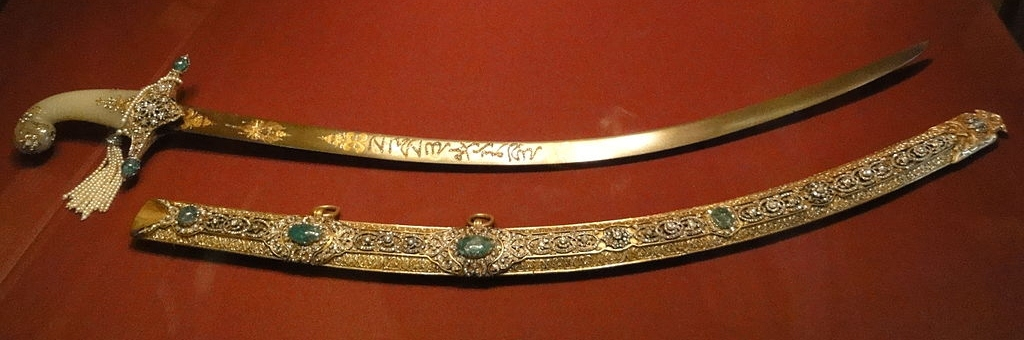
سيف إسلامي من مقتنيات المتحف

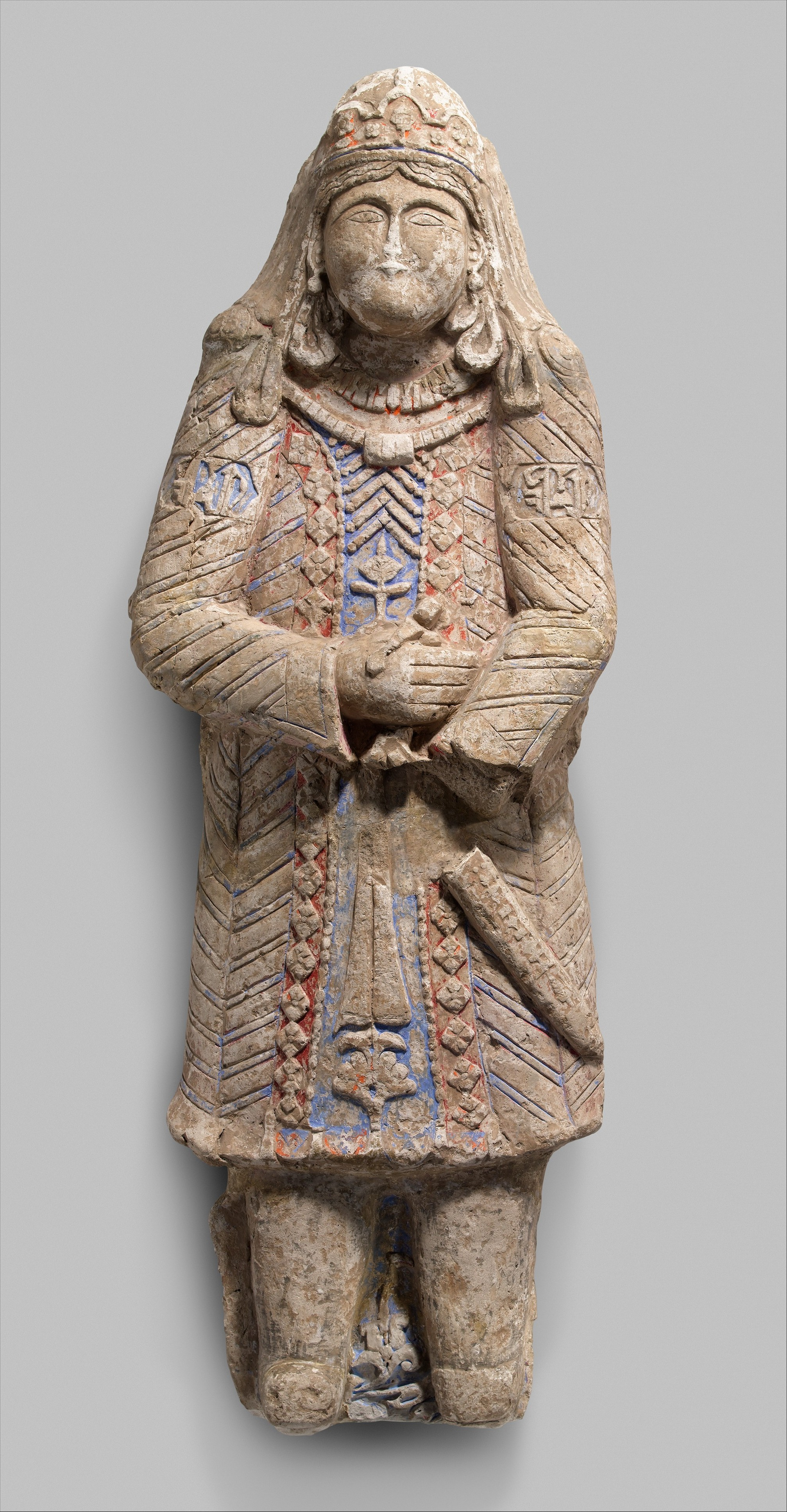
تمثال سلجوقي ملكي مصنوع من الجص معروض في متحف متروبوليتان للفنون. قد يزين هذا الشكل جدار قصر سلجوقي من القرن الثاني عشر.

الجناح الخاص بالفن الإسلامي يبرز هذا الجناح تطور هذا الفن منذ القرن السابع الميلادي وحتى القرن التاسع عشر وليس من المبالغة القول إن الجناح يقدم رؤية شاملة للفن الإسلامي. فالجناح يحتوي على أعمال فنية تمثل مراحل مختلفة من الفن الإسلامي ولا تقتصر على الخط العربي والمنمنمات والزخارف الإسلامية وإنما تشمل أيضا قطعا فنيا تعكس تطور المعمار الإسلامي وصناعة النسيج وتطور فن السيراميك.و الجناح يضم أعمالا من العالم الإسلامي القديم من الجزيرة العربية والأندلس ومصر وسوريا والعراق والهند وفارس ومنغوليا الهندية. وقد تكون تحفة هذا الجناح هي القاعة الدمشقية التي تجسد رفعة ما بلفه الفن الإسلامي المعماري ولا يقتصر المتحف على ما لديه من مجموعات فنية وإنما يقوم بين حين وأخر بتقديم عروض فنية لفنانين من العالم أو تقديم عروض خاصة لمراحل فنية معينة أو لبلد أو قارة معينة.

### أرصدة حسب غير المنطقة

#### مجموعة روبرت لايمن
ما يميز متحف المتروبوليتان ضمه مجموعات خاصة لمحبي الفن أشهرها مجموعة روبرت لايمن (Robert Lehman) وقد حرص المتحف على تقديم هذه المجموعة في دليله نظرا لما تضم من أعمال فنية رفيعة.

#### الفن الحديث والمعاصر
إضافة إلى جناح خاص في الفن الحديث الأوروبي والأمريكي وهو يضم أعمالا فنية لأشهر فناني القرن العشرين مثل ماتيس وبيكاسو وكاندنسكي ومودلياني وفرناندو ليجير وجورج براك وخوان ميرو وآخرين. إضافة إلى أعمال أشهر فناني أمريكا مثل جورجيا أوكيف ووليم ديكوني وجاكسون بولوك وآندي وارهول وغيرهم.

#### الآلات الموسيقية
هناك جناح خاص لآلات الموسيقى من أوروبا وإيران وأفريقيا وهو يضم آلات متنوعة من بينها البيانو والعود والجيتار وغيرها من آلات الموسيقى

#### صور ضوئية
وقد يكون مسك الختام زيارة القاعة الخاصة بفن التصوير الفوتوغرافي وهي تضم مجموعة من الصور الفوتوغرافية تمتد من أواسط القرن التاسع عشر حتى عام 1946 من القرن الماضي وتتنوع المجموعة على أعمال مصورين من أوروبا وأمريكا.

## وصلات خارجية
- متحف المتروبوليتان للفنون على موقع IMDb (الإنجليزية)
- متحف المتروبوليتان للفنون على موقع الموسوعة البريطانية (الإنجليزية)
- الموقع الرسمي
- متحف المتروبوليتان للفنون يقدم خط زمني بتاريخ الفن (بالإنجليزية)
- قائمة ذو تسلسل زمني للمعارض الخاصة المقامة في متحف المتروبوليتان للفنون (بالإنجليزية)